# Античні пам'ятки України (серія монет)
Античні пам'ятки України — серія ювілейних та пам'ятних монет започаткована Національним банком України в 2009 році.
|                                    |  |  |
| Боспорське царство (золота монета) |  |  |

## Монети в серії
У серію включені наступні монети:
- Пам'ятна монета «Херсонес Таврійський»
- Пам'ятна монета «Боспорське царство»